# Gare de Sidi Medjahed
La gare de Sidi Medjahed est une gare ferroviaire algérienne située sur le territoire de la commune de Sidi Medjahed, dans la wilaya de Tlemcen.

## Situation ferroviaire
Établie à une altitude de 414,250 m, la gare est située au point kilométrique (PK) 109,392 de la ligne de Tabia à Akid Abbes, où elle est précédée de la gare de Sabra et suivie de celle de Tralimet.
| \| Tlemcen Ghazaouet Akid Abbes Maghnia Sidi Medjahed Tabia \| Localisation de la gare de Sidi Medjahed dans la wilaya de Tlemcen. |
| Tlemcen Ghazaouet Akid Abbes Maghnia Sidi Medjahed Tabia                                                                           |

## Histoire
La gare est mise en service en 1910 lors de l'ouverture de la section de Turenne (actuelle Sabra) à la Marnia (actuelle Maghnia) de la ligne de Sainte-Barbe-du-Tlélat à Oujda,.

## Service des voyageurs

### Dessertes
La gare de Sidi Medjahed est desservie par les trains régionaux de la liaison Tlemcen - Maghnia.